# Bernstorff & Eichwede

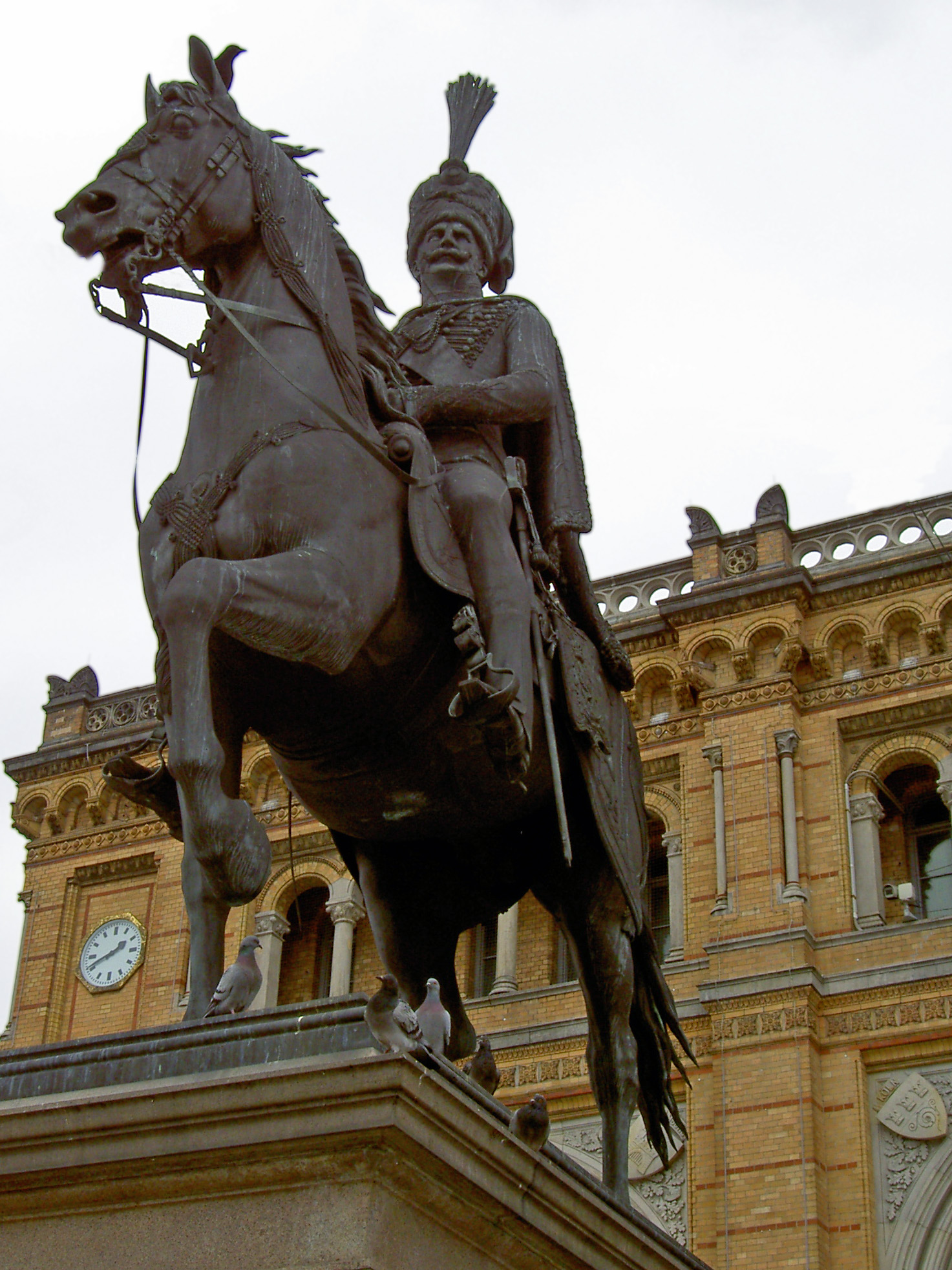
Ernst-August-Denkmal vor dem Hauptbahnhof Hannover

Das Unternehmen Bernstorff & Eichwede war eine Bildgießerei in Hannover, deren Geschichte bis ins 18. Jahrhundert zurückreicht und deren Produkte noch heute zum Beispiel als Denkmäler in Hannover oder Berlin zu finden sind. Standort der Hof-Bronzefabrik und Kunstgießerei C. Bernstorff & Eichwede war das Gelände zwischen der seinerzeitigen Eichstraße 22 und der Bernstraße im heutigen hannoverschen Stadtteil Oststadt.

## Geschichte

### Von der Gürtlerei zur Bronzewarenfabrik

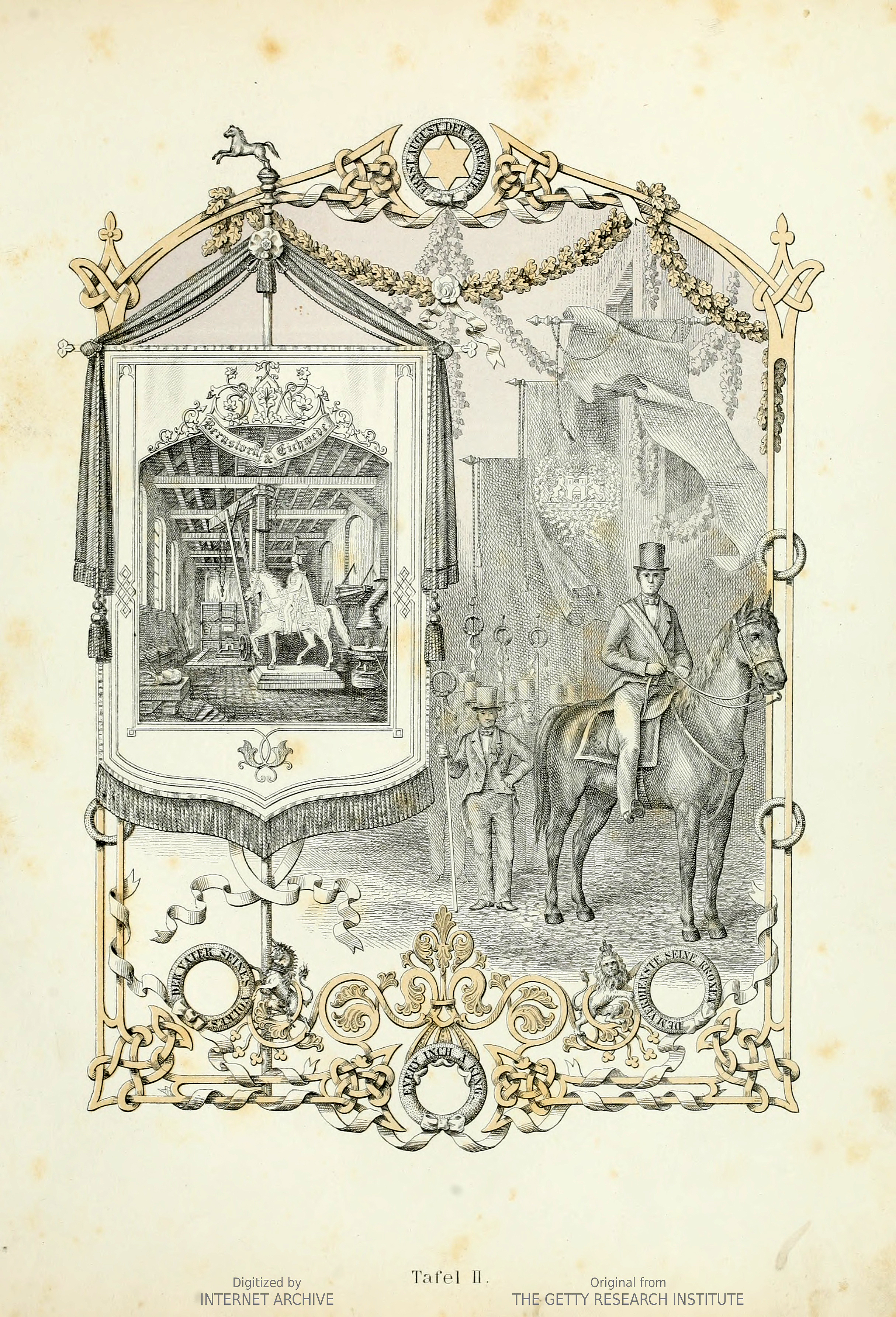
„Zugführer, Immortellenkränze, Banner der Bernstorff & Eichwede'schen Fabrik“;
„[Bild-]Tafel II“ des Ernst August Albums von 1862 anlässlich des Festumzuges bei der Enthüllung des Ernst-August-Denkmals

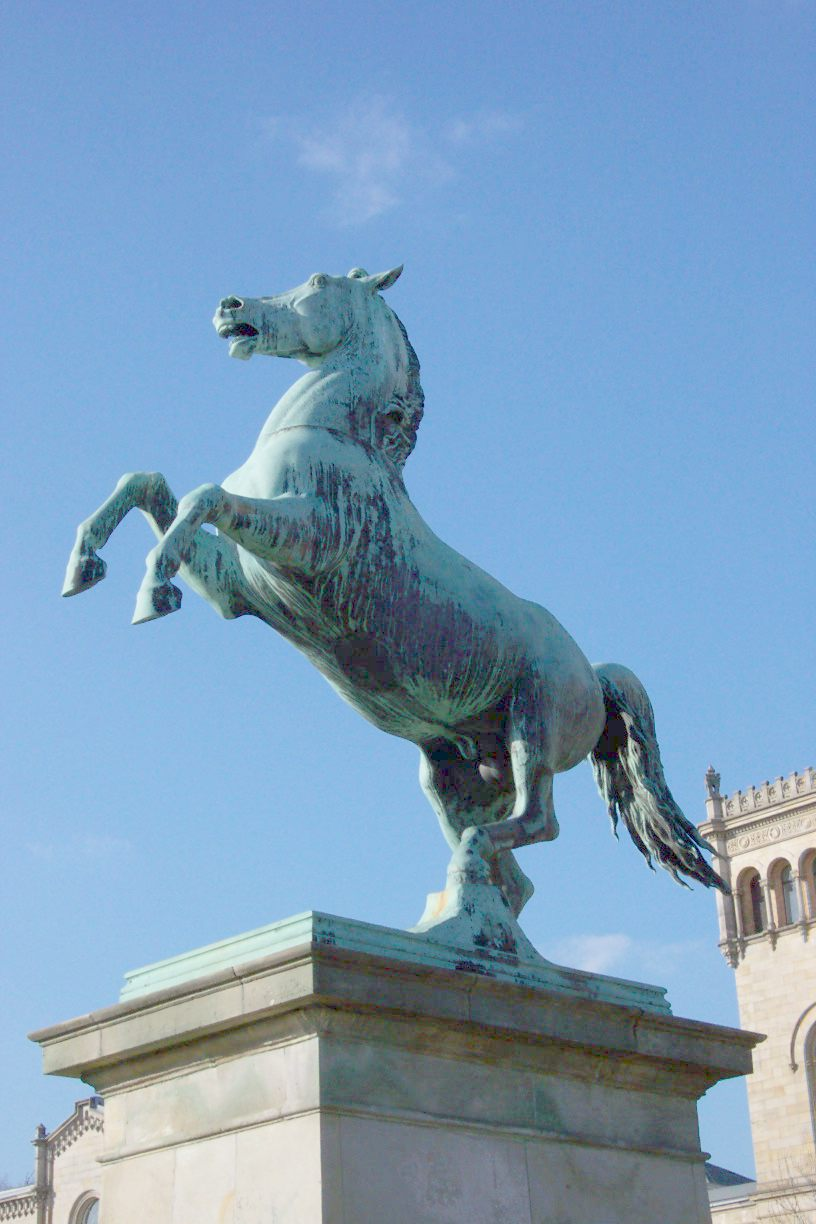
Sachsenross vor der Gottfried-Wilhelm-Leibniz-Universität Hannover

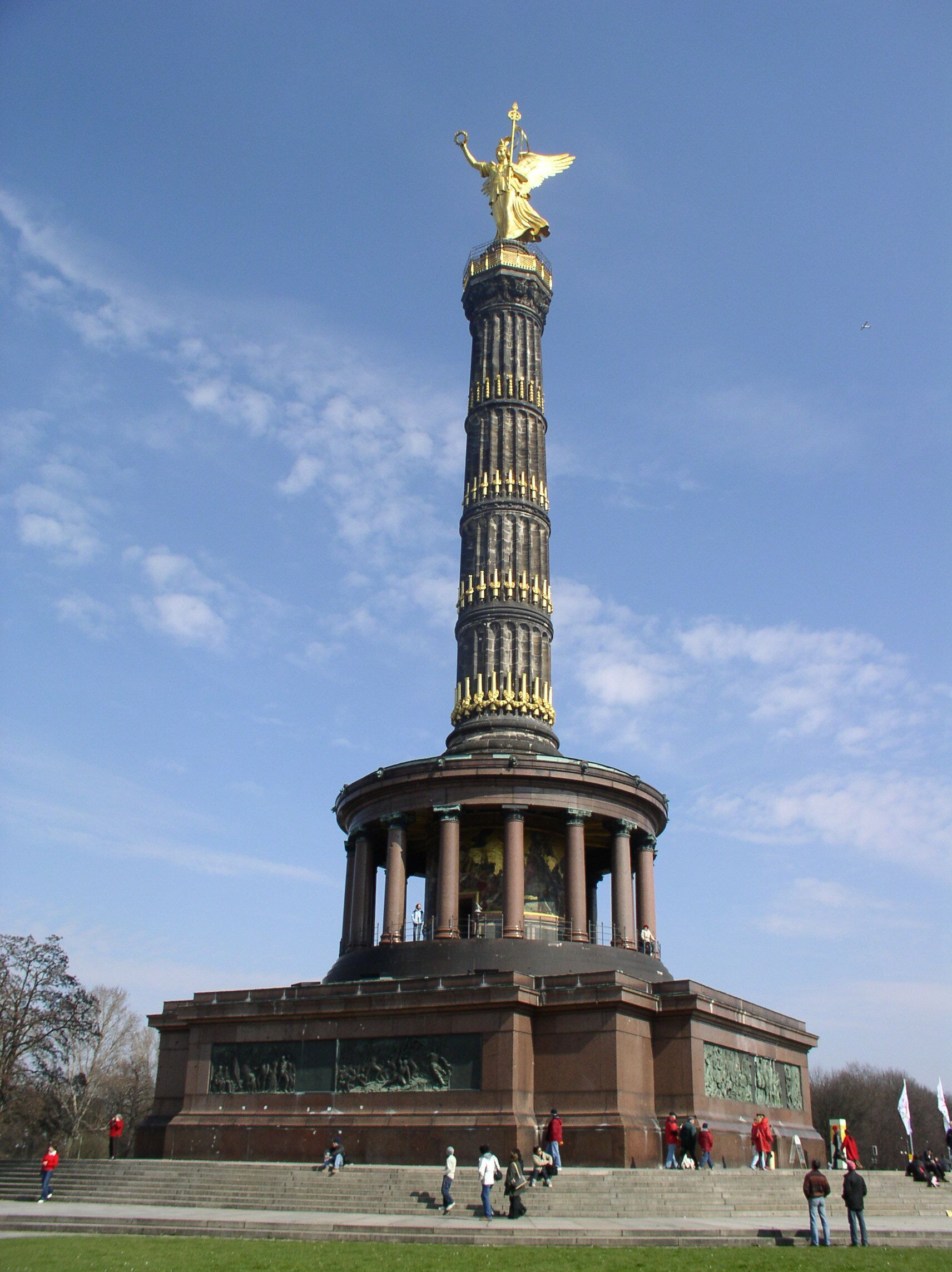
Siegessäule in Berlin mit Reliefs von Bernstorff & Eichwede

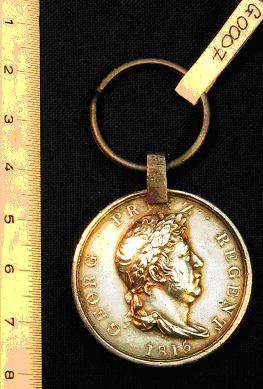
Bernstorff & Eichwede prägte Waterloo-Medaillen ohne Stempelschneider-Gravur

1792 eröffnete Johann Friedrich Bernstorff (* 22. Juli 1766 in Hannover; † 16. Dezember 1809 ebenda) an der Osterstraße eine Gürtlerei. Sein Sohn Christian (* 24. Dezember 1794 in Hannover; † 7. April 1869 ebenda) sowie sein Enkel Christian Eduard Eichwede (* 20. April 1818 in Hannover; † 26. März 1890 ebenda) wandelten den Handwerksbetrieb mit der Zeit um in die Metallwarenfabrik und Bronzegießerei Bernstorff & Eichwede.
1844 und 1855 wurden die Produkte des Unternehmens mit einer Goldmedaille ausgezeichnet, insbesondere, da sie den Import von Argantanwaren überflüssig machten.
Nach einer Ausweitung der Fabrikation entwickelte sich das Unternehmen zu einer bedeutenden Bronzegießerei, die ab 1852 das Qualitäts-Prädikat Hofbronzefabrik tragen durfte.
Nach der Fertigung des Ernst-August-Denkmals nahmen die Arbeiter der Bronzegießerei und andere Baubeteiligte 1861 am Festzug zur Einweihung des Denkmals teil. Das Ernst-August-Album enthält Darstellungen aus dem Gießerei-Inneren und der zum Festzug gekleideten Arbeiterschaft.
Auf der Weltausstellung London 1862 präsentierte das Unternehmen einen der Löwen von Adolf Rosenthal und gewann damit eine Medaille. Dazu vermerkte der Amtliche Bericht über die Industrie- und Kunstausstellung zu London im Jahre 1862: „Dieser Guß war in jeder Hinsicht vortrefflich zu nennen.“
1862 wurden zwei Straßen angelegt, die an das Werksgelände grenzten: Die Bernstraße und die Eichstraße erinnern an die Bronzegießerei.
Nach der Annexion des Königreichs Hannover durch Preußen 1866 firmierte das Unternehmen im Adressbuch der Stadt Hannover 1867 als „Hoflieferant Sr. Majestät, Metallwaren- und Militäreffektenfabrik, Bildgießerei“.

### Hannoversche Gieß- und Walzwerke
Nach der Gründung des Deutschen Kaiserreichs wurde der Betrieb 1873 von dem Unternehmen Hannoversche Gieß- und Walzwerke übernommen und nannte sich fortan Hannoversche Gieß- und Walzwerke vormals Bernstorff & Eichwede. Nun wurde zusätzlich auch für den Eisenbahn- und den Kriegsbedarf produziert.

### Hannoversche Messing- und Eisenwerke
Am 29. September 1882 wurde das Unternehmen in eine Aktiengesellschaft umgewandelt unter der neuen Firma Hannoversche Messing- und Eisenwerke AG. Die Produktpalette gliederte sich in eine große Zahl sehr verschiedener, teils veralteter „Specialitäten“, darunter Messinglöffel, eiserne Kohlenkästen und Rahmen für Dachfenster, aber auch Dampfmaschinen. Mehrere erworbene Patente wie etwa das daraus hervorgegangene „Patent Lorenz-Lager“ oder die „Frictions-Kupplung, Patent Lorenz“ brachten einen zumindest vorübergehenden wirtschaftlichen Aufschwung. Vor allem die „Abteilung Maschinenfabrik“ drängte auf eine räumliche Erweiterung. Um aus der bereits bebauten Enge am bisherigen Standort herauszukommen, wurde das gesamte Werk im Jahr 1889 in das damalige Dorf Wülfel (zeitgenössisch „Wülfel vor Hannover“) verlegt, wo es nach einer Spezialisierung auf Transmissionen unter den neuen Unternehmensleitern Carl Wundsch und Wilhelm Ellmenreich ab 1893 schließlich mit neuer Zielsetzung umbenannt wurde in Eisenwerk Wülfel.

## Werke
Zu den Werken der Gießerei zählen:
- das Reiterstandbild des Ernst-August-Denkmals von Bildhauer Albert Wolff vor dem Hauptbahnhof in Hannover,[1]
- die Statue des Sachsenrosses von Bildhauer Friedrich Wilhelm Wolff vor dem Welfenschloss (heute Gottfried-Wilhelm-Leibniz-Universität Hannover)[1]
- die 1862 entstandenen Bronzelöwen des Bildhauers Adolf Rosenthal vor der Freitreppe des Welfenschlosses,[15]
- das Schillerdenkmal auf der Georgstraße in Hannover,[16]
- das Standbild des Generals Karl von Alten auf dem Waterlooplatz in Hannover,[16]
- die Reliefs an der Siegessäule in Berlin,[1]
- die Waterloo-Medaille,[17]
- das Portal am Welfenmausoleum im Berggarten,[18]
- verschiedene Militärsäbel.[19]